# Aeon Sable
Aeon Sable — немецкая готик-рок-группа, образованная в 2010 году в городе Эссен двумя музыкантами под псевдонимами Din-Tah Aeon и Nino Sable. Название Aeon Sable переводится как «тёмная эра» (англ. Dark Age) и отражает мрачную концепцию творчества группы. Коллектив известен атмосферным звучанием, сочетая традиционный готический рок с элементами метала и психоделики, а также богатой эзотерической тематикой в лирике.

## История
Участники будущего Aeon Sable познакомились в конце 2000-х годов, работая над проектами немецкого андерграунда Melanculia и Deied. В 2010 году Din-Tah Aeon и Nino Sable основали собственную группу, начав с записи кавер-версии песни «Darkriders» из проекта Melanculia. Дебютный альбом «Per Aspera Ad Astra» вышел в феврале 2010 года на лейбле afmusic ограниченным тиражом и быстро распродался. В конце 2012 года был выпущен второй полноформатный альбом «Saturn Return», после чего к дуэту возник интерес со стороны слушателей и организаторов концертов.
Первое живое выступление Aeon Sable состоялось в 2013 году в Мюльхайме, для которого к основателям присоединились приглашённые музыканты — басист Quoth, гитарист Wishbone. В 2014 году гитарист Wishbone покинул коллектив, и его место в концертном составе занял новый гитарист по имени Jo. В том же году группа подписала контракт с берлинским готик-лейблом Solar Lodge. В последующие годы Aeon Sable регулярно выступали на крупных готических фестивалях Европы, включая Wave-Gotik-Treffen в Лейпциге. С 2010 по 2023 год группа выпустила семь студийных альбомов. В 2020 году вышел сборник избранных композиций «Aenthology 2010—2020», приуроченный к десятилетию коллектива. На текущий момент группа продолжает активную концертную и студийную деятельность.

## Музыкальный стиль и звучание
Музыка Aeon Sable представляет собой мрачный атмосферный рок, сочетающий меланхолию традиционного готик-рока с экспериментальными элементами. Сами участники указывают, что вдохновляются эзотерикой, собственными видениями, снами и кошмарами. Саунд группы эклектичен: медленные гипнотические композиции соседствуют с тяжёлыми гитарными риффами и оттенками дум-метала и пост-блэк-метала. Так, альбом «Hypaerion» (2016) удивил поклонников возросшей тяжестью и эпичностью звучания, вплоть до «почти пост-блэк-метал саунда», при этом в нём гармонично переплелась «люциферианская» тематика с ортодоксальным готическим роком. Ранее альбом «Visionaers» (2014) по атмосфере сравнивали с классическим готическим роком времён First and Last and Always группы The Sisters of Mercy и The Nephilim группы Fields of the Nephilim, тогда как более поздние работы вызвали ассоциации с альбомами Tiamat и Moonspell.
Несмотря на такие параллели, обозреватели отмечают самобытность Aeon Sable и постоянный творческий поиск в рамках жанра. В вокале Nino Sable сочетает меланхоличные мелодичные интонации с резкими экспрессивными выкриками, что добавляет драматичности композициям. Гитары Din-Tah Aeon привносят как типичные для готик-рока риффы, так и атмосферные акустические или эмбиентные слои, создавая многослойное звучание. В целом стиль Aeon Sable можно охарактеризовать как «современный готический рок», обновляющий традиции жанра с помощью более тяжёлых и психоделических элементов.

## Влияние
Участники Aeon Sable черпают вдохновение в классических готических группах 1980-х и 90-х годов, а также в экстремальных жанрах металла. В интервью фронтмен Nino Sable называл среди альбомов, повлиявших на него, «First and Last and Always» (The Sisters of Mercy) и «Elizium» (Fields of the Nephilim), что отразилось в раннем творчестве группы. Обозреватели отмечали, что по настроению музыка Aeon Sable наследует дух этих легендарных коллективов, «возрождая их атмосферу в современном стиле». Наряду с этим, в звучании присутствуют черты, характерные для дум-метала и блэк-метала (например, холодные мелодии и мрачная эпичность). Такая двойная основа объясняется различными корнями участников: Din-Tah Aeon и Nino Sable начинали карьеру в металл-андеграунде, а Nino также вырос в Португалии, впитав тамошний меланхоличный колорит.
Тематика песен группы формировалась под влиянием эзотерических и оккультных идей, литературных образов и личных переживаний. Название коллектива («тёмная эра») символизирует концепцию музыки как погружения в мрак и мистику. Благодаря уникальному сплаву влияний Aeon Sable стали одним из заметных представителей возрождения готик-рока в 2010-х годах, приобретя аудиторию ценителей как классической готической сцены, так и более тяжёлых направлений.

## Дискография

### Per Aspera Ad Astra («Через тернии к звёздам») (2010)
Darkriders

At the Edge of the World

Exodus

Monument

Morning Sun (Remix)

Agnosia

Sever

### Saturn Return («Возвращение Сатурна») (2012)
Algorithm of None

Praying Mantis

Dancefloor Satellite

Fabulous Land (Stormed)

New Breed

Dead End

Ritual...

### Aequinoctium (2013)
Aequinoctium

Tenfifteen

Secret Flower

Long Road Out of Hell (Stormed)

Drawing Circles Square

### Visionaers (2014)
Dawn of an Era

Visions

Quaalude Tango

Transmigration (Stormed)

Star Casualties

Black Swan

A Serpente e o Andarilho

### Hypaerion (2016)
Hypaerion

Elysion

Laylah

Garden of Light

Of Cats and Mice

White Snow

Procession

### Aether («Эфир») (2018)
Hand of Glory and the Nihilist

Follow the Light

Deadlock Canon

Burn for Salvation

O Senhor do Medo

Dark Matter

Leaving of the Fourth Season…

### Aenigma («Загадка») (2023)
Birth of the Godforsaken

Twin Flames in Spring

Burning in Black

From Witchcraft to Deviltry

The End and Beyond

Loaded Dice on Lovers Lane

Loki Ad Anguis

### Сборники
Aenthology 2010—2020 (2020, сборник лучших композиций за десять лет)

## Состав

### Текущий состав
Nino Sable — вокал, тексты песен

Din-Tah Aeon — гитара, программинг, музыка

Quoth — бас-гитара

Jo — гитара

### Бывшие участники
Wishbone — гитара (концертный участник в 2013—2014 гг.)

## Критика
Творчество Aeon Sable получило позитивные отклики в специализированной прессе, посвящённой готической и тёмной музыке. Рецензенты отмечают, что с каждым релизом группа расширяет границы жанра, оставаясь верной его духу. Так, портал Terra Relicta назвал Aeon Sable «одним из самых стабильных и последовательных дарк-рок-коллективов» современной сцены.
Украинский ресурс ViolaNoir присвоил альбому «Hypaerion» высшую оценку 9/10, подчеркнув, что группе «удалось сохранить гипнотический контакт с целевой аудиторией» и что «разочароваться Hypaerion невозможно».
Автор портала Reflections of Darkness, анализируя альбом «Aether» (2018), отметил «вневременность мрачных произведений» Aeon Sable и назвал этот альбом «самой цельной и сложной работой группы на сегодняшний день». В обзоре подчёркивается, что с Aether коллектив «доказал своё мастерство создавать собственную вселенную» в жанре готик-рок. Журналы и фэнзины Orkus, Gothic Magazine, Sonic Seducer и другие регулярно публикуют отзывы и интервью с участниками Aeon Sable, отмечая их вклад в развитие современной готической сцены.
В целом критики сходятся во мнении, что Aeon Sable успешно обновляет каноны жанра, сочетая старую школу готик-рока с новыми идеями и придавая своему звучанию уникальный характер.